# Lee Seo-hwan
Lee Seo-hwan (이서환?, I Seo-hwanLR), pseudonimo di Lee Young-gi (Incheon, 6 marzo 1973), è un attore sudcoreano.
Nato e cresciuto a Incheon, si è laureato in Lingua e letteratura tedesca presso l'Università di Incheon con l'intenzione di perseguire una carriera nell'insegnamento, ma, dopo aver completato il servizio militare e il tirocinio, ha cambiato idea e si è iscritto al Dipartimento di musica e teologia all'età di 30 anni per diventare un cantante di musica cristiana contemporanea. Terminati gli studi, ha debuttato come attore nel 2004 nel musical Notre-Dame de Paris, passando successivamente al piccolo e grande schermo. Dopo una serie di ruoli secondari, ha raggiunto la fama partecipando alla serie televisiva Squid Game.

## Filmografia

### Cinema
- Jeung-in (증인?), regia di Lee Han (2019)
- The Gangster, the Cop, the Devil (악인전?), regia di Lee Won-tae (2019)
- Liberaci dal male (다만 악에서 구하소서?), regia di Hong Won-chan (2020)

### Televisione
- Doctors (닥터스?) – serie TV (2016)
- Nae-il geudae-wa (내일 그대와?) – serie TV (2017)
- Ssam, my way (쌈, 마이웨이?) – serie TV (2017)
- Criminal Mind (크리미널 마인드?) – serie TV (2017)
- Babel (바벨?) – serie TV (2019)
- Romance Is a Bonus Book (로맨스는 별책부록?) – serie TV (2019)
- The Lies Within (모두의 거짓말?) – serie TV (2019)
- Chulsapyo (출사표?) – serie TV (2020)
- Daebak budong san (대박부동산?) – serie TV (2021)
- The Devil Judge (악마판사?) – serie TV (2021)
- L'affetto reale (연모?) – serie TV (2021)
- Squid Game (오징어 게임?) – serie TV (2021-2025)
- Going to You at a Speed of 493km (너에게 가는 속도 493km?) – serie TV (2022)
- Avvocata Woo (이상한 변호사 우영우?) – serie TV (2022)
- Un raggio di sole al giorno (정신병동에도 아침이 와요?) – serie TV (2023)
- Addio alla Terra (종말의 바보?) – serie TV (2024)